# 让-雅克·高德曼
让-雅克·高德曼（法語：Jean-Jacques Goldman，J.J.Goldman，1951年10月11日—）是一位法国創作歌手。高德曼同时也为其他的歌手创作歌曲（以他的艺名或假名署名，如Sweet Memories、Sam Brewski等），如席琳·迪翁、卡胡、约翰尼·阿利代等。
高德曼生于巴黎十九区。其母Ruth Ambrunn生于德国的慕尼黑，其父Alter Mojze Goldman生于波兰卢布林。他们共育有四子，高德曼排行第三。在其事业起步之前，高德曼在Red Mountain Gospellers乐队唱合唱。其后加入The Phalanster乐队，最后加入Taï Phong乐队（泰语，译为台风）。此后他用了几年的时间和威尔士人Michael Jones及美国人Carole Fredericks创建了三人组合。

## 事业

### 在台风乐队的起步阶段
1975年高德曼在台风乐队开始了他的事业。他的成功开始于一首叫做Sister Jane的歌曲，这首歌被收录在这个乐队的第一张专辑中。但1976年才是他事业真正起步的时候。
他深信可以不用写出歌词也可以用法语唱歌（这样在那个时期就不会有人因此遇到太多的麻烦）并且推出了第一张独唱唱片(45T)，这张唱片包含两首歌曲：C'est pas grave papa和 Tu m'as dit。他于1977年推出了第二张唱片。
1978年他和Laëtitia合作推出了第三张独唱唱片。1979年，台风乐队分裂了，“乐队结束了，因为那些小团体，它死了”他宣布。

### Il suffira d'un signe
Il suffira d'un signe是他于1981年推出的一张专辑中的一首歌的名字，这张专辑本来可以叫做Démodé的，但是却一直没有名字。也就是凭借这首歌，高德曼开始走上成功之路。
这次成功之后，和他合作的唱片公司 Epic 催促他再推出一张专辑。这张专辑包括了Quand la musique est bonne, Comme toi，Au bout de mes rêves和Je ne vous parlerai pas d'elle，但还是没有名字。

## 作品目录

### 音乐室专辑
- Démodé (1981年) (官方名称)
- Minoritaire (1982年) (官方名称)
- Positif (1984年)
- Non Homologué (1985年)
- Entre Gris Clair Et Gris Foncé (1987年)
- Fredericks Goldman Jones (1990年)
- Rouge (同Carole Fredericks和Michael Jones) (1993年)
- En Passant (1997年)
- Chansons Pour Les Pieds (2001年)

### 现场专辑
- En Public (1986年)
- Traces (公演) (1989年)
- Sur Scène (公演) (1992年)
- Du New Morning au Zénith (公演) (1995年)
- En Passant Tournée 1998 (公演) (1999年)
- Un Tour Ensemble (公演) (2003年)